# Científico
Científicos ist die Bezeichnung für die Anhänger des französischen Positivismus während des sogenannten Porfiriats in Mexiko.
Es handelte sich dabei um eine Gruppe von Intellektuellen, die die Entwicklungsdiktatur von Porfirio Díaz stützte, weil sie glaubte, durch die Befriedung des Landes und eine stabile staatliche Ordnung technischen und wirtschaftlichen Fortschritt durchsetzen zu können. Oberste Richtlinie dieser Gruppe war die wissenschaftliche Forschung und die Orientierung an Naturgesetzen. Die Positivisten rechtfertigten den wirtschaftlichen Liberalismus, lehnten aber den politischen Liberalismus komplett ab.
Der französische Positivismus Auguste Comtes wurde durch Gabino Barreda nach Mexiko gebracht.